# Krzyż Wybitnej Służby (Brazylia)
Krzyż Wybitnej Służby (port. Cruz de Serviços Relevantes) – brazylijskie wojskowe odznaczenie, ustanowione 24 stycznia 1946 dla Brazylijskich Sił Powietrznych. Nigdy nie zostało przyznane.
Krzyż ten przeznaczony jest dla oficerów służby czynnej, rezerwy i w stanie spoczynku, a także cywilów, którzy świadczyli wybitne zasługi dowolnego rodzaju, odnoszące się do wysiłku wojennego, przygotowania i wykonywania misji specjalnych zleconych przez rząd w kraju lub poza nim.
W brazylijskiej kolejności starszeństwa odznaczeń krzyż zajmuje miejsce bezpośrednio po Medalu Zasługi Ibesa Carlosa Pacheco, a przed Medalem Zwycięstwa.